# Supercoppa d'Egitto
La Supercoppa d'Egitto (in arabo كأس السوبر المصري‎?) è una competizione calcistica per club organizzata dalla Federazione calcistica dell'Egitto e disputata dalla stagione 2001-2002.
Nella competizione si affrontano il vincitore del campionato egiziano e il vincitore della coppa nazionale. Nel caso in cui un club si aggiudichi entrambi i trofei, la seconda squadra classificata in campionato è ammessa a disputare la coppa. La competizione prevede un'unica gara da disputarsi la settimana antecedente l'inizio del campionato.
Per l'edizione del 2023 la competizione cambia formula, introducendo una final four con la disputa di semifinali e finale. vi partecipano la squadra vincitrice del campionato e la seconda classificata, il detentore della coppa nazionale e il detentore della coppa di lega.

## Albo d'oro
| Edizione | Vincitore della Supercoppa d'Egitto | Data              | Campione d'Egitto | Vincitore o finalista della Coppa d'Egitto | Risultato         | Sede                                   |
| -------- | ----------------------------------- | ----------------- | ----------------- | ------------------------------------------ | ----------------- | -------------------------------------- |
| 2001     | Zamalek (1)                         | 14 settembre 2001 | Zamalek           | Ghazl El-Mehalla                           | 2-1 dts           | Cairo, Stadio Internazionale del Cairo |
| 2002     | Zamalek (2)                         | 19 settembre 2002 | Al-Mokawloon      | Zamalek                                    | 0-1 dts           | Cairo, Stadio Internazionale del Cairo |
| 2003     | Al-Ahly (1)                         | 28 agosto 2003    | Zamalek           | Al-Ahly                                    | (0-0 dts) 1-3 dcr | Cairo, Stadio Internazionale del Cairo |
| 2004     | Al-Mokawloon (1)                    | 10 settembre 2004 | Zamalek           | Al-Mokawloon                               | 2-4               | Cairo, Stadio Internazionale del Cairo |
| 2005     | Al-Ahly (2)                         | 27 luglio 2005    | Al-Ahly           | ENPPI                                      | 1-0 dts           | Cairo, Stadio Internazionale del Cairo |
| 2006     | Al-Ahly (3)                         | 23 luglio 2006    | Al-Ahly           | ENPPI                                      | 1-0               | Cairo, Stadio Internazionale del Cairo |
| 2007     | Al-Ahly (4)                         | 9 agosto 2007     | Al-Ahly           | Ismaily                                    | (1-1) 4-2 dcr     | Cairo, Stadio Internazionale del Cairo |
| 2008     | Al-Ahly (5)                         | 26 luglio 2008    | Al-Ahly           | Zamalek                                    | 2-0               | Cairo, Stadio Internazionale del Cairo |
| 2009     | Haras El-Hodood (1)                 | 21 luglio 2009    | Al-Ahly           | Haras El-Hodood                            | 0-2               | Cairo, Stadio Internazionale del Cairo |
| 2010     | Al-Ahly (6)                         | 25 luglio 2010    | Al-Ahly           | Haras El-Hodood                            | 1-0               | Cairo, Stadio Internazionale del Cairo |
| 2011     |                                     | Non disputata     |                   |                                            |                   |                                        |
| 2012     | Al-Ahly (7)                         | 9 settembre 2012  | Al-Ahly           | ENPPI                                      | 2-1               | Cairo, Stadio Internazionale del Cairo |
| 2013     |                                     | Non disputata     |                   |                                            |                   |                                        |
| 2014     | Al-Ahly (8)                         | 14 settembre 2014 | Al-Ahly           | Zamalek                                    | (0-0) 5-4 dcr     | Cairo, Stadio Internazionale del Cairo |
| 2015     | Al-Ahly (9)                         | 15 ottobre 2015   | Zamalek           | Al-Ahly (finalista della Coppa d'Egitto)   | 2-3               | al-'Ayn, Stadio Hazza bin Zayed        |
| 2016     | Zamalek (3)                         | 10 febbraio 2017  | Al-Ahly           | Zamalek                                    | (0-0) 1-3 dcr     | Abu Dhabi, Stadio Hazza bin Zayed      |
| 2017     | Al-Ahly (10)                        | 10 gennaio 2018   | Al-Ahly           | Al-Masry                                   | 1-0               | al-'Ayn, Stadio Hazza bin Zayed        |
| 2018     | Al-Ahly (11)                        | 20 settembre 2019 | Al-Ahly           | Zamalek                                    | 3-2               | Borg El Arab, Stadio Borg El Arab      |
| 2019     | Zamalek (4)                         | 20 febbraio 2020  | Al-Ahly           | Zamalek                                    | (0-0) 3-4 dcr     | Abu Dhabi, Stadio Hazza bin Zayed      |
| 2020     | El Gaish (1)                        | 21 settembre 2021 | Al-Ahly           | El Gaish (finalista della Coppa d'Egitto)  | (0-0) 2-3 dcr     | Borg El Arab, Stadio Borg El Arab      |
| 2021     | Al-Ahly (12)                        | 28 ottobre 2022   | Zamalek           | Al-Ahly (finalista della Coppa d'Egitto)   | 0-2               | al-'Ayn, Stadio Hazza bin Zayed        |
| 2022     | Al-Ahly (13)                        | 5 maggio 2023     | Pyramids          | Al-Ahly                                    | 0-1 dts           | Abu Dhabi, Stadio Mohammed bin Zayed   |
| 2023     | Al-Ahly (14)                        | 28 dicembre 2023  | Al-Ahly           | Future                                     | 4-2 dts           | Abu Dhabi, Stadio Mohammed bin Zayed   |
| 2024     | Al-Ahly (15)                        | 24 ottobre 2024   | Al-Ahly           | Zamalek                                    | (0-0) 7-6 dcr     | Abu Dhabi, Stadio Mohammed bin Zayed   |

## Statistiche

### Vittorie per club
| Club             | Vittorie | Sconfitte | Partecipazioni | Edizioni vinte                                                                           | Edizioni perse                                 |
| ---------------- | -------- | --------- | -------------- | ---------------------------------------------------------------------------------------- | ---------------------------------------------- |
| Al-Ahly          | 15       | 4         | 19             | 2003, 2005, 2006, 2007, 2008, 2010, 2012, 2014, 2015, 2017, 2018, 2021, 2022, 2023, 2024 | 2009, 2016, 2019, 2020                         |
| Zamalek          | 4        | 8         | 12             | 2001, 2002, 2016, 2019                                                                   | 2003, 2004, 2008, 2014, 2015, 2018, 2021, 2024 |
| Al-Mokawloon     | 1        | 1         | 2              | 2004                                                                                     | 2002                                           |
| Haras El-Hodood  | 1        | 1         | 2              | 2009                                                                                     | 2010                                           |
| El Gaish         | 1        | -         | 1              | 2020                                                                                     | -                                              |
| ENPPI            | -        | 3         | 3              | -                                                                                        | 2005, 2006, 2012                               |
| Al-Masry         | -        | 1         | 1              | -                                                                                        | 2017                                           |
| Ghazl El-Mehalla | -        | 1         | 1              | -                                                                                        | 2001                                           |
| Ismaily          | -        | 1         | 1              | -                                                                                        | 2007                                           |
| Pyramids         | -        | 1         | 1              | -                                                                                        | 2022                                           |
| Future           | -        | 1         | 1              | -                                                                                        | 2023                                           |

### Finali

#### Frequenza delle finali
9 volte
- Al-Ahly -  Zamalek (2003, 2008, 2014, 2015, 2016, 2018, 2019, 2021, 2024)

3 volte
- Al-Ahly -  ENPPI (2005, 2006, 2012)

#### Maggior numero di vittorie consecutive
4 volte
- Al-Ahly (2005, 2006, 2007, 2008) - (2010, 2012, 2014, 2015) -(2021, 2022, 2023, 2024)

#### Maggior numero di sconfitte consecutive
2 volte
- Zamalek (2003, 2004) - (2014, 2015)
- ENPPI (2005, 2006)
- Al-Ahly (2019, 2020)